# Harry Hammond Hess
Harry Hammond Hess (Nova York, 24 de maio de 1906 - Woods Hole, 25 de agosto de 1969) foi um geólogo estadunidense e um oficial da Marinha dos Estados Unidos durante a Segunda Guerra Mundial. Sua principal contribuição foi a formulação da teoria tectônica das placas a partir de seus estudos sobre a expansão do fundo oceânico.

## A expedição gravitacional da Marinha-Princeton às Índias Ocidentais em 1932
Hess acompanhou o Dr. Felix Vening Meinesz, da Universidade de Utrecht, a bordo do submarino USS S-48 da Marinha dos EUA para ajudar na segunda expedição dos EUA para obter medições de gravidade no mar. A expedição usou um gravímetro, projetado por Meinesz. O submarino percorreu uma rota de Guantánamo, Cuba, a Key West, Flórida, e retornou a Guantánamo através das Bahamas e da região de Turks e Caicos de 5 de fevereiro a 25 de março de 1932. A descrição das operações e os resultados da expedição foram publicados pelo Escritório Hidrográfico da Marinha dos EUA em A expedição por gravidade da Marinha-Princeton às Índias Ocidentais em 1932.

## Carreira militar e de guerra
Hess ingressou na Marinha dos Estados Unidos durante a Segunda Guerra Mundial, tornando-se capitão do USS Cape Johnson, um navio de transporte de ataque equipado com uma nova tecnologia: o sonar. Esse comando mais tarde provaria ser a chave no desenvolvimento de Hess de sua teoria da expansão do fundo do mar. Hess rastreou cuidadosamente suas rotas de viagem para desembarques no Oceano Pacífico nas Marianas, Filipinas e Iwo Jima, usando continuamente o ecobatímetro de seu navio. Este levantamento científico não planejado durante a guerra permitiu que Hess coletasse perfis do fundo do oceano em todo o Oceano Pacífico Norte, resultando na descoberta de vulcões submarinos de topo plano, que ele chamou de guyots, em homenagem ao geógrafo do século XIX Arnold Henry Guyot . Após a guerra, ele permaneceu na reserva naval, ascendendo ao posto de contra-almirante.

## Descobertas científicas
Em 1960, Hess deu sua contribuição mais importante, considerada parte do grande avanço da ciência geológica do século XX. Em um relatório amplamente divulgado para o Office of Naval Research, ele propôs a teoria, agora geralmente aceita, de que a crosta terrestre se moveu lateralmente para longe das longas cristas oceânicas vulcanicamente ativas. Ele só entendeu seus perfis do fundo do oceano através do Oceano Pacífico Norte depois que Marie Tharp e Bruce Heezen (1953, Grupo Lamont) descobriram a Grande Fenda Global, correndo ao longo da Cadeia do Atlântico Médio. Propagação do fundo do mar, como o processo foi nomeado mais tarde, ajudou a estabelecer o conceito anterior (mas geralmente rejeitado na época) de Alfred Wegener de deriva continental como cientificamente respeitável. Isso desencadeou uma revolução nas ciências da terra. O relatório de Hess foi formalmente publicado em seu History of Ocean Basins (1962), que por um tempo foi o trabalho mais referenciado em geofísica de terra sólida. Hess também esteve envolvido em muitos outros empreendimentos científicos, incluindo o projeto Mohole (1957–1966), uma investigação sobre a viabilidade e técnicas de perfuração em alto mar.

## Morte
Túmulo no Cemitério Nacional de Arlington Hess morreu de ataque cardíaco em Woods Hole, Massachusetts, em 25 de agosto de 1969, enquanto presidia uma reunião do Conselho de Ciência Espacial da Academia Nacional de Ciências. Ele foi enterrado no Cemitério Nacional de Arlington e foi condecorado postumamente com o Prêmio de Serviço Público Distinto da Administração Nacional de Aeronáutica e Espaço.

## Publicações selecionadas
- Hess, H.H. (1946). «Drowned ancient islands of the Pacific basin». Am. J. Sci. 244 (11): 772–91. Bibcode:1946AmJS..244..772H. doi:10.2475/ajs.244.11.772
  - Também em:
    - —— (1947). «Drowned ancient islands of the Pacific basin». International Hydrographic Review. 24: 81–91
    - —— (1948). «Drowned ancient islands of the Pacific basin». Smithsonian Institution, Annual Report for 1947: 281–300
- ——; Maxwell, J. C. (1953). «Major structural features of the south-west Pacific: a preliminary interpretation of H. O. 5484, bathymetric chart, New Guinea to New Zealand.». Proceedings of the 7th Pacific Science Congress: Held at Auckland and Christchurch, New Zealand, 1949. 2. Wellington: Harry H. Tombs, Ltd. pp. 14–17
- —— (1954). «Geological hypotheses and the Earth's crust under the oceans». A Discussion on the Floor of the Atlantic Ocean. Col: Proceedings of the Royal Society of London, Series A, 1150. 222. [S.l.: s.n.] pp. 341–48
- —— (1955). «The oceanic crust». Journal of Marine Research. 14: 423–39
- —— (1955). «Serpentines, orogeny and epeirogeny». In:  A. W. Poldervaart. Crust of the Earth. Geological Society of America, Special Paper No. 62 (Symposium). New York: The Society. pp. 391–407
- —— (1959). «The AMSOC hole to the Earth's mantle». Transactions of the American Geophysical Union. 40: 340–345. Bibcode:1959TrAGU..40..340H. doi:10.1029/tr040i004p00340
  - Também em:
    - Hess, H.H. (1960). «The AMSOC hole to the Earth's mantle». American Scientist. 47: 254–263
- —— (1960). «Nature of great oceanic ridges». Preprints of the 1st International Oceanographic Congress (New York, August 31-September 12, 1959). Washington: American Association for the Advancement of Science. (A). pp. 33–34
- —— (1960). «Evolution of ocean basins». Report to Office of Naval Research. Contract No. 1858(10), NR 081-067. 38 páginas